# Krzysztof Owczarek (lekarz)
Krzysztof Jan Owczarek (zm. 19 kwietnia 2023) – polski lekarz neurolog i psycholog, profesor nauk medycznych.

## Życiorys
W 1990 r. obronił pracę doktorską pt. Wpływ uszkodzeń kory czołowej i jej połączeń z międzymózgowiem na poziom zapotrzebowania na symulację sensoryczną u szczurów, której promotorem był prof. Jan Matysiak. W 2003 otrzymał stopień doktora habilitowanego, a w 2014 r. tytuł profesora nauk medycznych. Był zatrudniony na stanowisku profesora na Warszawskim Uniwersytecie Medycznym, gdzie pełnił funkcję kierownika Zakładu Psychologii i Komunikacji Medycznej (wcześniej Zakładu Psychologii Medycznej). Pracował też w Klinice Neurologii i Epileptologii warszawskiego Centrum Medycznego Kształcenia Podyplomowego.